# Tadeusz Pabjan
Tadeusz Pabjan (ur. 27 stycznia 1972) – polski duchowny katolicki, filozof i popularyzator nauki. Doktor habilitowany, wykładowca Wydziału Teologicznego Uniwersytetu Papieskiego Jana Pawła II sekcja w Tarnowie (WTST), kierownik katedry filozofii WTST, członek Centrum Kopernika Badań Interdyscyplinarnych w Krakowie i dawnego Ośrodka Badań Interdyscyplinarnych. Zajmuje się głównie filozofią nauki i przyrody, popularyzując przy tym fizykę, astronomię i ich historię.

## Życiorys
Pochodzi z parafii Łoniowa. W 1991 r. wstąpił do Wyższego Seminarium Duchownego w Tarnowie. W 1997 r. uzyskał tytuł magistra teologii, a 17 maja 1997 otrzymał święcenia kapłańskie z rąk bpa Józefa Życińskiego. W latach 1997–2001 pracował jako wikariusz w Muszynie i Tarnowie. W latach 1998–2001 odbył zaoczne studia licencjackie na Papieskiej Akademii Teologicznej w Tarnowie. W latach 2001–2005 został skierowany na studia magisterskie z filozofii przyrody nieożywionej na Wydziale Filozoficznym KUL w Lublinie, a w latach 2005–2007 na studia doktoranckie z filozofii przyrody nieożywionej na KUL-u. 31 stycznia 2007 roku uzyskał stopień doktora na Wydziale Filozoficznym KUL na podstawie pracy pt. Kauzalna teoria czasu Henryka Mehlberga. Od 2007 r. jest wykładowcą Wydziału Teologicznego UPJPII sekcja w Tarnowie. Pełni także funkcję delegata Biskupa Diecezjalnego do oceny ksiąg treści religijnej. 23 maja 2012 r. habilitował się na Wydziale Filozoficznym UPJPII na podstawie dorobku i pracy pt. Eksperymentalna metafizyka. Johna S. Bella filozofia mechaniki kwantowej.
Ks. Pabjan specjalizuje się w filozofii fizyki i w relacjach między nauką a wiarą. Jest bliskim współpracownikiem i kontynuatorem myśli Michała Hellera – promotora doktoratu Pabjana.

## Publikacje
Książki
1. 2007: Elementy filozofii przyrody, wraz z Michałem Hellerem, Biblos, ISBN 978-83-7332470-1.
  - 2014: wznowienie, Copernicus Center Press, ISBN 978-83-7886065-5.
2. 2008: Spór o przyczynową strukturę czasu, Biblos, ISBN 978-83-7332432-9 – rozprawa doktorska na KUL.
3. 2011: Eksperymentalna metafizyka. Johna S. Bella filozofia mechaniki kwantowej, Copernicus Center Press, ISBN 978-83-6225927-4 – rozprawa habilitacyjna na UPJP2.
4. 2013: Stworzenie i początek wszechświata, wraz z Michałem Hellerem, Copernicus Center Press, ISBN 978-83-7886043-3.
5. 2013: The Causal Universe (red. z Michałem Hellerem i George’em Ellisem), Copernicus Center Press, ISBN 978-83-7886-034-1 – tomik po jednej z Krakowskich Konferencji Metodologicznych.
6. 2014: Niedomknięty bilans wszechświata, Copernicus Center Press, ISBN 978-83-7886067-9.
7. 2016: Anatomia konfliktu. Między nowym ateizmem a teologią nauki, Copernicus Center Press, ISBN 978-83-7886246-8.
8. 2018: Świat najlepszy z możliwych? O dobroci Boga i pochodzeniu zła, Copernicus Center Press, ISBN 978-83-788-6394-6.
9. 2023: Odczytywanie sensu. Wstęp do filozofii nauki, Copernicus Center Press, ISBN 978-83-7886723-4.

Artykuły
Prace w polskich czasopismach akademickich:
- „Zagadnienia Filozoficzne w Nauce”,
- „Filozofia Nauki”,
- „Kwartalnik Historii Nauki i Techniki”,
- „Tarnowskie Studia Teologiczne”,
- „Postępy Fizyki”.